# Associazione Sportiva Fanfulla 1925-1926
Questa pagina raccoglie le informazioni riguardanti l'Associazione Sportiva Fanfulla nelle competizioni ufficiali della stagione 1925-1926.

## Stagione
Nella stagione 1925-1926 il Fanfulla si è piazzato in nona posizione con 15 punti.

## Rosa
| N. |                   | Ruolo | Calciatore                     |
| -- | ----------------- | ----- | ------------------------------ |
|    | Italia (bandiera) | P     | Osvaldo Ferrari (I)            |
|    | Italia (bandiera) | D     | Ettore Meraldi (III)           |
|    | Italia (bandiera) | D     | Roberto Piontelli              |
|    | Italia (bandiera) | D     | Battista Rovida (I)            |
|    | Italia (bandiera) | D     | Mario Salvatori (I)            |
|    | Italia (bandiera) | D     | Vico Subinaghi (I)             |
|    | Italia (bandiera) | D     | Lucio Zanoncelli               |
|    | Italia (bandiera) | C     | Gaetano Biasini (I)(Tanino)    |
|    | Italia (bandiera) | C     | Antonio Dotti                  |
|    | Italia (bandiera) | C     | Vittorio Mascaretti (II)(Totu) |
|    | Italia (bandiera) | C     | Gino Uggè                      |

| N. |                   | Ruolo | Calciatore                    |
| -- | ----------------- | ----- | ----------------------------- |
|    | Italia (bandiera) | A     | Mario Bergamaschi (II)(Schin) |
|    | Italia (bandiera) | A     | Giuseppe Canevara (II)        |
|    | Italia (bandiera) | A     | Pietro Chiesa                 |
|    | Italia (bandiera) | A     | Giovanni Crosignani           |
|    | Italia (bandiera) | A     | Annibale Dedè                 |
|    | Italia (bandiera) | A     | F. Ferrari (II)               |
|    | Italia (bandiera) | A     | Aldo Migliorini               |
|    | Italia (bandiera) | A     | Silvio Salvatico              |
|    | Italia (bandiera) | A     | Otello Subinaghi (II)         |
|    | Italia (bandiera) | A     | Antonio Zamproni (I)          |

## Statistiche dei giocatori
Marcatori : Canevara 8 reti - Otello Subinaghi 6 reti - Chiesa 4 reti - Crosignani e Mascaretti 2 reti - Salvatori 1 rete.